# Coccomyces fujianensis
Coccomyces fujianensis är en svampart som beskrevs av Y.R. Lin & C.T. Xiang 2000. Coccomyces fujianensis ingår i släktet Coccomyces och familjen Rhytismataceae.   Inga underarter finns listade i Catalogue of Life.